# Prowincja Berlin
Prowincja Berlin (niem. Gau Berlin) - prowincja (Gau) III Rzeszy w latach 1933–1945 z siedzibą w Berlinie (stolicy obecnych Niemiec). Wcześniej, od 1928 do 1933 r., była regionalnym poddziałem partii nazistowskiej w tym rejonie. Od 1926 do 1928 r. Prowincja Berlin była częścią byłej Prowincji Berlin-Brandenburgia, która został podzielona na dwie odrębne prowincje 1 października 1928 r.

## Historia
System (nazistowskich) prowincji został pierwotnie ustanowiony na konferencji partyjnej 22 maja 1926 r. w celu usprawnienia administracji strukturą partyjną. Od 1933 r., po przejęciu władzy przez nazistów, (nazistowskie) prowincje coraz częściej zastępowały niemieckie kraje związkowe jako jednostki administracyjne w Niemczech.
Na czele każdej (nazistowskiej) prowincji stał Gauleiter, stanowisko, które stawało się coraz bardziej wpływowe, zwłaszcza po wybuchu II wojny światowej, z niewielką ingerencją z góry. Lokalni Gauleiterzy często zajmowali stanowiska rządowe, jak i partyjne i byli odpowiedzialni między innymi za propagandę i nadzór, a od września 1944 r. także za Volkssturm i obronę prowincji.
Stanowisko Gauleitera w Berlinie piastował Joseph Goebbels przez całą historię prowincji. Goebbels, minister propagandy Rzeszy, był jednym z najbliższych współpracowników Adolfa Hitlera i wraz ze swoją rodziną popełnił samobójstwo 1 maja 1945 r.

## Podział administracyjny
Prowincja Berlin dzieliła się na 10 okręgów:
- Charlottenburg-Spandau
- Friedrichshain
- Köpenick
- Mitte - główny okręg miasta Berlin
- Neukölln
- Pankow
- Reinickendorf
- Schöneberg
- Steglitz
- Wilmersdorf